# The Dream Walker
The Dream Walker — пятый студийный альбом рок группы Angels & Airwaves, официально выпущенный 9 декабря 2014 года, на лейбле «To the Stars».

## Об альбоме
Альбом является частью мультимедийного проекта, который будет включать в себя короткометражный фильм, комиксы, графический роман, видео и анимации, которые будут все представлять центрального персонажа — Андерсона. Первый сингл из The Dream Walker — «Paralyzed» — выпущен 7 октября 2014. Несколько недель спустя второй сингл — «The Wolfpack» — был выпущен на Хэллоуин. Третий и четвёртый синглы до релиза альбома были «Bullets in the Wind» (17 ноября) и «Tunnels» (1 декабря).

## Список композиций
| №  | название              | длительность |
| -- | --------------------- | ------------ |
| 1  | «Teenagers & Rituals» | 3:53         |
| 2  | «Paralyzed»           | 4:09         |
| 3  | «The Wolfpack»        | 3:53         |
| 4  | «Tunnels»             | 4:10         |
| 5  | «Kiss with a Spell»   | 4:36         |
| 6  | «Mercenaries»         | 4:37         |
| 7  | «Bullets in the Wind» | 4:03         |
| 8  | «The Disease»         | 3:57         |
| 9  | «Tremors»             | 3:55         |
| 10 | «Anomaly»             | 2:52         |